# Matt Walker (cyclisme)
Pour les articles homonymes, voir Matt Walker et Walker.
Matt Walker, né le 25 mai 1999, est un coureur cycliste britannique, spécialiste de la descente VTT.

## Biographie
Il remporte le classement général de la descente de la coupe du monde de VTT 2020 réduite à 4 manches à cause de la pandémie de Covid-19.

## Palmarès

### Championnats du monde
- Cairns 2017
  -  Champion du monde de descente juniors
- Lenzerheide 2018
  - 10e de la descente
- Mont-Sainte-Anne 2019
  - 22e de la descente
- Leogang 2020
  - 16e de la descente
- Val di Sole 2021
  - 7e de la descente

### Coupe du monde
- Coupe du monde de descente juniors
  - 2016 : 4e du classement général, vainqueur d'une manche
  - 2017 : 3e du classement général, vainqueur d'une manche

- Coupe du monde de descente (1)
  - 2018 : 21e du classement général
  - 2019 : 16e du classement général
  - 2020 : 1er du classement général
  - 2021 : 17e du classement général
  - 2022 : 13e du classement général, vainqueur d'une manche
  - 2023 : 18e du classement général

### Championnats d'Europe
- 2024
  -  Médaillé d'argent de la descente

### Championnats de Grande-Bretagne
- 2018
  -  Champion de Grande-Bretagne de descente
- 2021
  -  Champion de Grande-Bretagne de descente
- 2023
  -  Champion de Grande-Bretagne de descente